# Elefszína
Elefszína (görögül Ελευσίνα, ógörögül/katharevusza Ἐλευσίς [Eleuszisz]) kisváros mintegy 30 km-re északnyugatra Athéntól, Attika régióban, Nyugat-Attika prefektúrában. 
Athén külvárosaként jó közlekedési összeköttetésekkel rendelkezik a fővárossal. Nagy kereskedelmi kikötője és katonai repülőtere van. A Spartathlon ultramaratoni futóverseny útvonalán fekszik.

## Története
Az ókorban Eleuszisz (Elefszína) az antik világ nagy tekintélyű kultikus központja, a Démétér és Perszephoné tiszteletére rendezett ókori görög eleusziszi misztériumok színhelye volt. A perzsa háborúk idején vált rommá.
I. e. 480 után Athén vezető politikusai, köztük Kimón, Periklész, Lükurgosz igyekeztek a várost régi fényében helyreállítani.
A kultusz a római korban is tovább élt, és terjedt. Fénykorát az 1. században élte, Antoninus Pius, Hadrianus és Marcus Aurelius császárok új épületekkel is gazdagították a várost.
A 19. század óta folytatnak itt ásatásokat, a feltárt épületmaradványok jelentős része a római korban épült, vagy akkor átalakított.

## Híres emberek

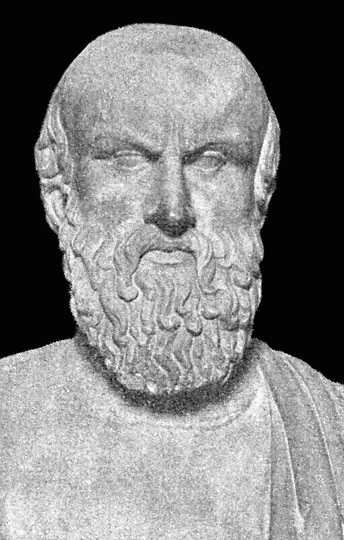
Aiszkhülosz

- Itt született Aiszkhülosz, a három nagy ókori görög tragédiaíró egyike.